# Campeonato San Gregorio de Polanco 2012
El Campeonato San Gregorio de Polanco 2012 es organizado por la Liga de Fútbol de San Gregorio de Polanco y corresponde a la temporada 2012 del fútbol polanqueño.
El torneo comenzó a disputarse el domingo 22 de julio de 2012. El Torneo Apertura lleva el nombre de “Santiago Canapal”, mientras que el Torneo Clausura se llamará “Heber Borderre”.

## Sistema de disputa[2]
La primera división del fútbol de San Gregorio de Polanco se juega con formato de Torneo Apertura y Torneo Clausura, en cada torneo corto se disputa una rueda a sistema de todos contra todos, resultando clasificado para las finales el campeón de cada torneo. En caso de que al jugarse las 5 fechas que componen cada torneo y dos equipos terminen en igualdad de puntos se disputará una final para definir al campeón. Los campeones de los torneos Apertura y Clausura disputarán una única final para definir al campeón Polanqueño 2012. Si un mismo equipo consigue quedarse con ambos campeonatos se consagrará directamente como campeón y clasificará de forma automática a la Copa El País 2013.

## Desarrollo

### Torneo Apertura “Santiago Canapal”
El Apertura consta de una ronda de todos contra todos que se disputa a partir del 22 de julio hasta el 19 de agosto. El ganador del mismo se clasificará para disputar la final por el campeonato polanqueño contra el equipo que resulte ganador del Torneo Clausura.

#### Posiciones
| Equipo      | Pts | PJ | PG | PE | PP | GF | GC | DG  |
| ----------- | --- | -- | -- | -- | -- | -- | -- | --- |
| Cerro       | 10  | 4  | 3  | 1  | 0  | 20 | 4  | 16  |
| Estudiantes | 9   | 4  | 3  | 0  | 1  | 8  | 5  | 3   |
| Wanderers   | 5   | 4  | 1  | 2  | 1  | 6  | 5  | 1   |
| Nacional    | 3   | 4  | 1  | 0  | 3  | 2  | 15 | -13 |
| Peñarol     | 1   | 4  | 0  | 1  | 3  | 4  | 11 | -7  |

#### 1.ª Fecha
| 22 de julio de 2012 | Peñarol           | 1:5 | Cerro                                                                                   | Municipal 16 de Noviembre, San Gregorio de Polanco |                                |
|                     | Freddy Hornos 65' |     | Matías Ferreira 15' · Michael Gamboa 22' · Ernesto Arias 41' 54' · Rodolfo Villagra 57' | Árbitro(s): Francisco Palacios                     | Árbitro(s): Francisco Palacios |

| 22 de julio de 2012 | Estudiantes                             | 2:0 | Nacional | Municipal 16 de Noviembre, San Gregorio de Polanco |                          |
|                     | Samuel Rodríguez 9' · Aníbal Medina 82' |     |          | Árbitro(s): Rubén Suárez                           | Árbitro(s): Rubén Suárez |

#### 2.ª Fecha
| 29 de julio de 2012 | Nacional           | 1:0 | Peñarol | Municipal 16 de Noviembre, San Gregorio de Polanco |  |
|                     | Manuel Pusillo 75' |     |         |                                                    |  |

| 29 de julio de 2012 | Estudiantes                             | 2:0 | Wanderers | Municipal 16 de Noviembre, San Gregorio de Polanco |  |
|                     | Aníbal Medina 57' · Carlos Coitinho 87' |     |           |                                                    |  |

#### 3.ª Fecha
| 5 de agosto de 2012 | Peñarol                               | 2:4 | Estudiantes                                                    | Municipal 16 de Noviembre, San Gregorio de Polanco |  |
|                     | Esteban Medina 9' · Enrique Pérez 64' |     | Raúl Techera 21' · Alexis Gómez 28' 82' · Samuel Rodríguez 84' |                                                    |  |

| 5 de agosto de 2012 | Wanderers                               | 2:2 | Cerro                                      | Municipal 16 de Noviembre, San Gregorio de Polanco |  |
|                     | Adolfo Ruiz Díaz 9' · Richard Pérez 29' |     | Rodolfo Villagra 43' · Matías Ferreira 47' |                                                    |  |

#### 4.ª Fecha
| 26 de agosto de 2012 | Wanderers             | 1:1 | Peñarol        | Municipal 16 de Noviembre, San Gregorio de Polanco |  |
|                      | Leonardo Villemur 90' |     | Luis Pérez 62' |                                                    |  |

| 26 de agosto de 2012 | Cerro | 10:1 | Nacional         | Municipal 16 de Noviembre, San Gregorio de Polanco |  |
|                      | Rodolfo Villagra 7' 13' 60' · Matías Ferreira 57' 61' 69' · Bruno Hornos 11' 17' · Julio Ferreira 83' 88' |      | Heber Burgos 78' |                                                    |  |

#### 5.ª Fecha
| 2 de septiembre de 2012 | Cerro                                                           | 3:0 | Estudiantes | Municipal 16 de Noviembre, San Gregorio de Polanco |  |
|                         | Rodolfo Villagra 13' · Ernesto Arias 61' · Gerardo Custodio 89' |     |             |                                                    |  |

| 2 de septiembre de 2012 | Nacional | 0:3 | Wanderers                                    | Municipal 16 de Noviembre, San Gregorio de Polanco |  |
|                         |          |     | Adolfo Ruiz Díaz 11' 79' · Andrés Romero 90' |                                                    |  |

### Torneo Clausura “Heber Borderre”
El Clausura consta de una ronda de todos contra todos que se disputará luego de que la Selección de fútbol de San Gregorio de Polanco enfrente a su similar de Paso de los Toros por las eliminatorias del torneo de selecciones de OFI. El ganador del mismo se clasificará para disputar la final por campeonato polanqueño contra Cerro (Campeón del Torneo Apertura).

#### Posiciones
| Equipo      | Pts | PJ | PG | PE | PP | GF | GC | DG |
| ----------- | --- | -- | -- | -- | -- | -- | -- | -- |
| Wanderers   | 3   | 1  | 1  | 0  | 0  | 4  | 2  | 2  |
| Cerro       | 3   | 1  | 1  | 0  | 0  | 1  | 0  | 1  |
| Nacional    | 2   | 2  | 0  | 2  | 0  | 2  | 2  | 0  |
| Peñarol     | 1   | 2  | 0  | 1  | 1  | 1  | 2  | -1 |
| Estudiantes | 1   | 2  | 0  | 1  | 1  | 3  | 5  | -2 |

#### 1.ª Fecha
| 28 de octubre de 2012 | Nacional       | 1:1 | Estudiantes      | Municipal 16 de Noviembre, San Gregorio de Polanco |  |
|                       | Diego Rejal 3' |     | Milton Pérez 81' |                                                    |  |

| 28 de octubre de 2012 | Cerro                | 1:0 | Peñarol | Municipal 16 de Noviembre, San Gregorio de Polanco |  |
|                       | Rodolfo Villagra 26' |     |         |                                                    |  |

#### 2.ª Fecha
| 4 de julio de 2012 | Wanderers | 4:2 | Estudiantes | Municipal 16 de Noviembre, San Gregorio de Polanco |  |

| 4 de julio de 2012 | Peñarol | 1:1 | Nacional | Municipal 16 de Noviembre, San Gregorio de Polanco |  |

#### 3.ª Fecha
| a definir | Cerro | vs | Wanderers | Municipal 16 de Noviembre, San Gregorio de Polanco |  |

| a definir | Estudiantes | vs | Peñarol | Municipal 16 de Noviembre, San Gregorio de Polanco |  |

#### 4.ª Fecha
| a definir | Nacional | vs | Cerro | Municipal 16 de Noviembre, San Gregorio de Polanco |  |

| a definir | Peñarol | vs | Wanderers | Municipal 16 de Noviembre, San Gregorio de Polanco |  |

#### 5.ª Fecha
| a definir | Wanderers | vs | Nacional | Municipal 16 de Noviembre, San Gregorio de Polanco |  |

| a definir | Estudiantes | vs | Cerro | Municipal 16 de Noviembre, San Gregorio de Polanco |  |

## Final
| a definir | Cerro | vs | Campeón Clausura | Municipal 16 de Noviembre, San Gregorio de Polanco |  |

## Goleadores
| Jugador           | Equipo      | Goles |
| ----------------- | ----------- | ----- |
| Rodolfo Villagra  | Cerro       | 7     |
| Matías Ferreira   | Cerro       | 5     |
| Adolfo Ruiz Díaz  | Wanderers   | 3     |
| Ernesto Arias     | Cerro       | 3     |
| Aníbal Medina     | Estudiantes | 2     |
| Alexis Gómez      | Estudiantes | 2     |
| Samuel Rodríguez  | Estudiantes | 2     |
| Bruno Hornos      | Cerro       | 2     |
| Julio Ferreira    | Cerro       | 2     |
| Freddy Hornos     | Peñarol     | 1     |
| Michael Gamboa    | Cerro       | 1     |
| Carlos Coitinho   | Estudiantes | 1     |
| Manuel Pusillo    | Nacional    | 1     |
| Richard Pérez     | Wanderers   | 1     |
| Raúl Techera      | Estudiantes | 1     |
| Esteban Medina    | Peñarol     | 1     |
| Enrique Pérez     | Peñarol     | 1     |
| Heber Burgos      | Nacional    | 1     |
| Leonardo Villemur | Wanderers   | 1     |
| Luis Pérez        | Peñarol     | 1     |
| Gerardo Custodio  | Cerro       | 1     |
| Andrés Romero     | Wanderers   | 1     |
| Diego Rejal       | Nacional    | 1     |
| Milton Pérez      | Estudiantes | 1     |

## Estadísticas
| Equipo | Equipo      | Pts | PJ | PG | PE | PP | GF | GC | Dif | Rend  |
| ------ | ----------- | --- | -- | -- | -- | -- | -- | -- | --- | ----- |
| 1      | Cerro       | 13  | 5  | 4  | 1  | 0  | 21 | 4  | 17  | 86,7% |
| 2      | Estudiantes | 10  | 6  | 3  | 1  | 2  | 11 | 10 | 1   | 55,6% |
| 3      | Wanderers   | 8   | 5  | 2  | 2  | 1  | 10 | 7  | 3   | 53,3% |
| 4      | Nacional    | 5   | 6  | 1  | 2  | 3  | 4  | 17 | -13 | 27,8% |
| 5      | Peñarol     | 2   | 6  | 0  | 2  | 4  | 5  | 13 | -8  | 11,1% |